# Cevdetiye, Osmaniye
Cevdetiye là một xã thuộc huyện Osmaniye, tỉnh Osmaniye, Thổ Nhĩ Kỳ. Dân số thời điểm năm 2010 là 2996 người.